# Fellow of the British Academy
Pour les articles homonymes, voir FBA.
Fellow of the British Academy ou Membre de la British Academy, noté FBA, est un titre (ainsi qu'une récompense) décerné par la British Academy aux meilleurs universitaires en sciences humaines et sociales. Les nouveaux membres sont distingués chaque année ; il y a environ 1 400 membres.